# Paysage culturel du pays gedeo
Le paysage culturel du pays gedeo est un bien d'Éthiopie inscrit au patrimoine mondial depuis 2023. Il concerne une région de la zone Gedeo, en Éthiopie du Sud, qui s'étend sur le flanc est de la vallée du Grand Rift, entre 1 300 m et 3 000 m d'altitude. Elle héberge environ 2 500 000 membres du groupe ethnique gedeo. Parsemée de forêts sacrées et de monuments mégalithiques, la région est le berceau du peuple gedeo, qui y pratique une agroforesterie traditionnelle.

## Histoire
La région gedeo est occupée depuis des millénaires ; des preuves d'occupation remontent au Néolithique. Des milliers de stèles, répartis sur un centaine de sites, y ont été recensées ; la plus grande de ces stèles mesure 8 m de haut et 1 m de diamètre. De nombreux sites funéraires et une nécropole ont été découvert, et l'art rupestre y est courant.

## Agroforesterie
Le volcanisme du Miocène et du Quaternaire et les nombreuses rivières alluviales (en) rendent la région très fertile. Plus de 90% de la zone Gedeo est exploitée en Agroforesterie, le bananier d'Abyssinie  et le café étant les principaux produits agricoles. Les exploitations sont stratifiées verticalement, les plants de bananier et de café étant cultivés sous des arbres matures. Des légumes-racines comme le manioc ou les légumineuses sont cultivées sous les cultures principales. Pour limiter l'érosion, le labourage est quasi inexistant et les exploitations pratiquent souvent la rotation des cultures, ce qui permet à certaines zones de rester en jachère.
Les façons de gérer et préserver le système agroforestier provient des traditions et croyances gedeo, conduisant à une relation mutualiste entre les êtres humains et leur environnement. La région contient en outre plusieurs forêts sacrées où les récoltes sont interdites.
Une cinquantaine d'espèces ligneuses indigènes ont été découvertes sur les fermes traditionnelles, 22 nécessitant un effort de protection spéficifique. Le millettia et le cordia africana sont les plantes les plus communes, et le prunier d'Afrique pousse également dans les forêts.

## Patrimoine mondial
L'Éthiopie inscrit le 27 décembre 2012 une proposition intitulée Gedeo Mixed Cultural and Natural Landscape (« paysage geodeo mixte culturel et naturel ») sur sa liste indicative, préalable nécessaire à tout examen d'inscription. Cette proposition est remaniée le 28 janvier 2020 en Gedeo Cultural Landscape.
En 2023, après examen, l'ICOMOS préconise d'aprouver l'inscription du bien, mais de le placer immédiatement sur la liste du patrimoine mondial en péril. Ce dernier avis n'est pas suivi par le Comité : en juillet 2023, le bien est simplement inscrit au patrimoine mondial lors de la 45e session du Comité.